# Rallye de Wallonie
Le Rallye de Wallonie est un rallye automobile fondé en 1984, se déroulant à Namur et ses environs.

## Historique
Le Rallye de Wallonie est issu de la fusion de deux anciennes compétitions du championnat belge : les 500 kilomètres d’Andenne et la Ronde du Nouveau Namur.
Il fait partie du Championnat de Belgique des rallyes.

## Palmarès
| Année | Champion                  | Voiture                   |
| ----- | ------------------------- | ------------------------- |
| 1984  | Patrick Snijers           | Porsche 911 SC RS         |
| 1985  | Patrick Snijers           | Lancia Rally 037          |
| 1986  | Robert Droogmans          | Ford RS 200               |
| 1987  | Robert Droogmans          | Ford Sierra Cosworth      |
| 1988  | Robert Droogmans          | Ford Sierra Cosworth      |
| 1989  | Valère Vandermaesen       | BMW M3 e30                |
| 1990  | Marc Duez                 | Ford Sierra Cosworth      |
| 1991  | Marc Soulet               | Ford Sierra Cosworth 4x4  |
| 1992  | Robert Droogmans          | Ford Sierra Cosworth 4x4  |
| 1993  | Robert Droogmans          | Ford Escort Cosworth      |
| 1994  | Patrick Snijers           | Ford Escort Cosworth      |
| 1995  | Bernard Munster           | Renault Clio Maxi         |
| 1996  | Patrick Snijers           | Ford Escort Cosworth      |
| 1997  | Laurent Verhoestraete     | Ford Sierra Cosworth 4x4  |
| 1998  | Jean-Pierre van de Wauwer | Peugeot 306 Maxi          |
| 1999  | Kris Princen              | Renault Maxi Megane       |
| 2000  | Mathias Viaene            | Subaru Impreza WRC ‘97    |
| 2001  | Pieter Tsjoen             | Toyota Corolla WRC        |
| 2002  | Chris Van Woensel         | Subaru Impreza WRX STI N8 |
| 2003  | Pieter Tsjoen             | Toyota Corolla WRC        |
| 2004  | Pieter Tsjoen             | Toyota Corolla WRC        |
| 2005  | Pieter Tsjoen             | Toyota Corolla WRC        |
| 2006  | Pieter Tsjoen             | Ford Focus WRC ‘04        |
| 2007  | Larry Cols                | Mitsubishi Lancer Evo 8   |
| 2008  | Hubert Deferm             | Subaru Impreza WRC S10    |
| 2009  | François Duval            | Toyota Corolla WRC        |
| 2010  | Pieter Tsjoen             | Ford Focus WRC ‘08        |
| 2011  | Pieter Tsjoen             | Citroën C4 WRC            |
| 2012  | Pieter Tsjoen             | Citroën C4 WRC            |
| 2013  | Freddy Loix               | Ford Focus WRC '09        |
| 2014  | Kris Princen              | Subaru Impreza WRC S12B   |
| 2015  | Cédric Cherain            | Citroën DS3 R5            |
| 2016  | Freddy Loix               | Skoda Fabia R5            |
| 2016  | Kévin Abbring             | Peugeot 208 T16 R5        |